# Borta bäst, hemma värst
Borta bäst, hemma värst (originaltitel Four Christmases) är en komedifilm från 2008 i regi av Seth Gordon. Filmen hade biopremiär 27 februari 2009 i Sverige och släpptes på DVD 25 november 2009 i Sverige. Filmen är barntillåten.

## Handling
Varje år är det samma sak: Brad (Vince Vaughn) och Kate (Reese Witherspoon) ljuger för att inte fira jul med sina familjer - den ena lögnen värre än den andra. Detta år är planen att resa till varmare breddgrader men ett oväder ställer till det så att alla flyg blir inställda. Paret tvingas då tacka ja till familjemiddag hos Brads pappa, Kates mamma, Brads mamma... och Kates pappa.

## Tagline
Hans pappa, hennes mamma, hans mamma och hennes pappa alla på en och samma dag.

## Rollista (i urval)
- Vince Vaughn - Brad
- Reese Witherspoon - Kate
- Robert Duvall - Howard
- Sissy Spacek - Paula
- Jon Voight - Creighton
- Jon Favreau - Denver
- Mary Steenburgen - Marilyn
- Dwight Yoakam - Pastor Phil
- Tim McGraw - Dallas